# 色球

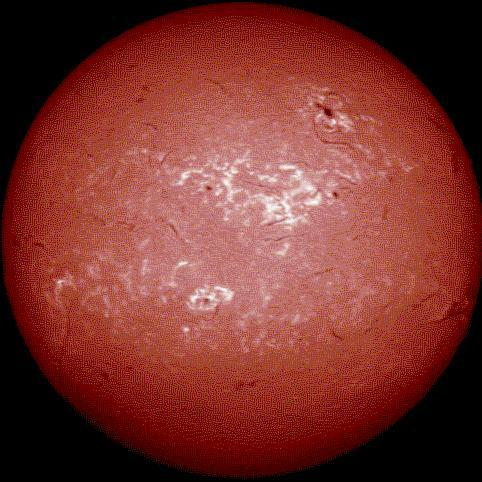
透過望遠鏡，使用Hα濾鏡觀察的太陽。

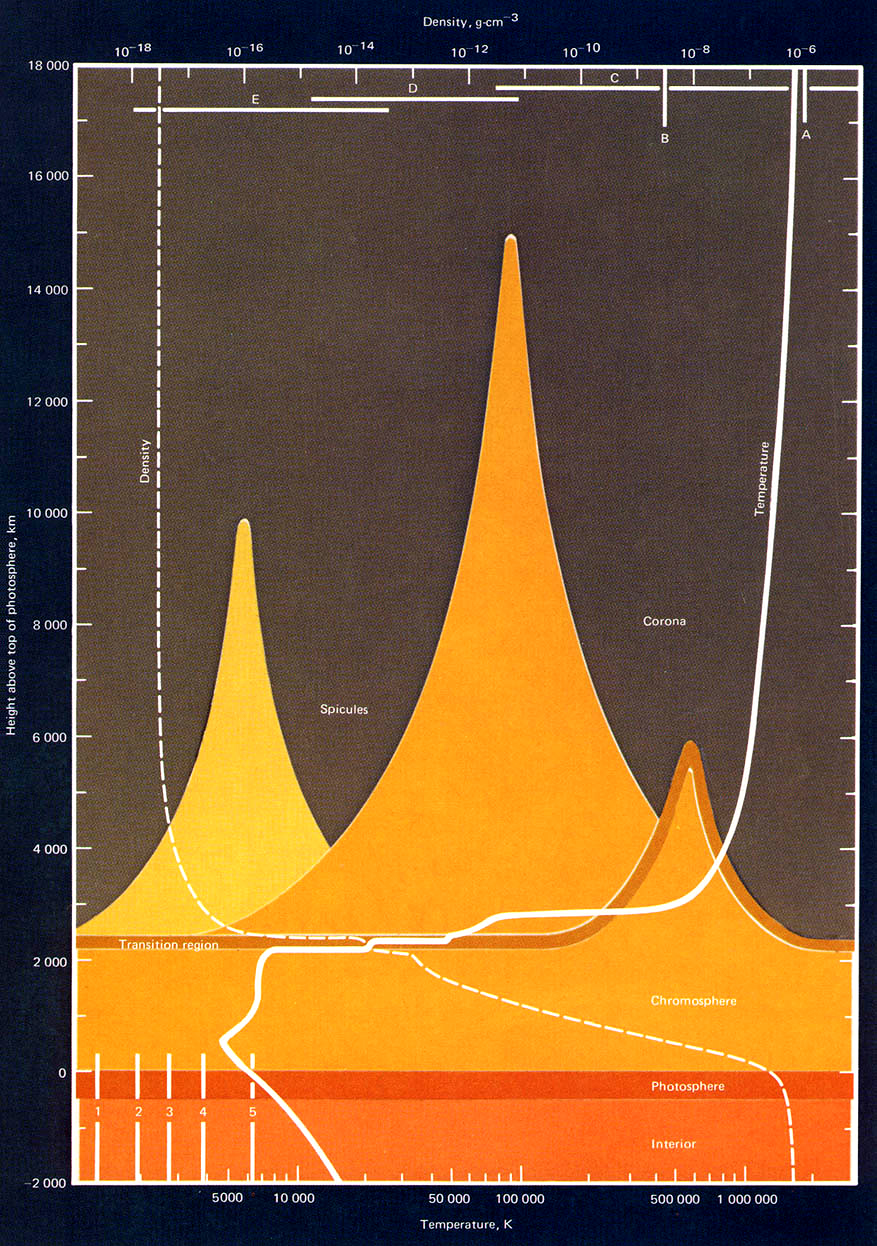
圖1.太空實驗室測量介於薄薄的過渡區和光球層底部（暗橙色）區域內的色球層溫度（實線）和密度（虛線）。

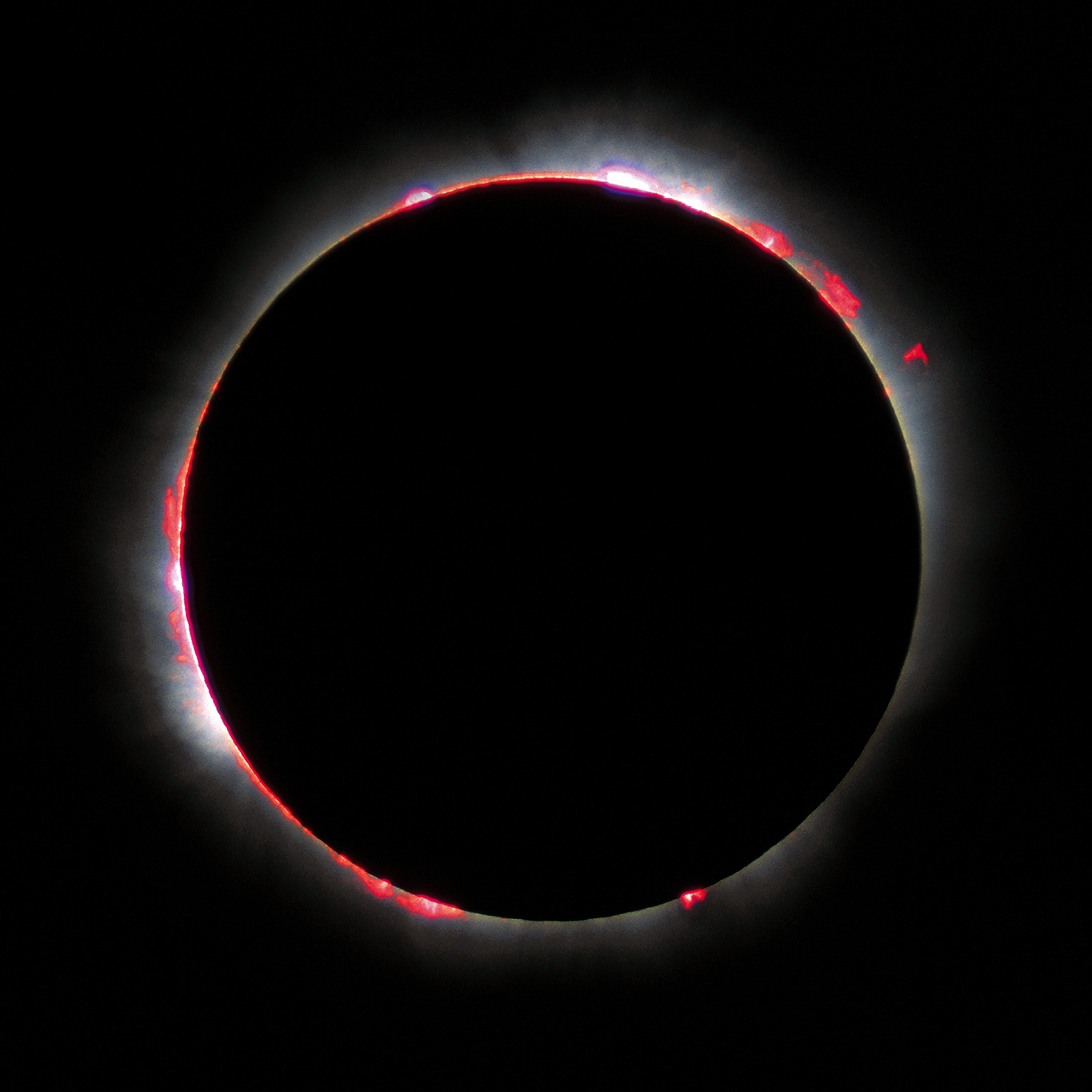
1999年的日全食。

色球或色球層（英語：chromosphere，詞義是有顏色的球）是太陽大氣層主要三層中的第二層，厚度大約2,000公里，位於光球層的上方和過渡區的下方。
色球層的密度相當低，它的起始處，也就是色球層的底部，密度只有光球的10−4倍；相較於地球的大氣層，更只有10−8。這使它平常無法被看見，只有在日全食的短暫時間中可以看見它展現出略帶紅色的色調，顏色介於紅色和粉紅色之間。
然而，若沒有特殊的設備，因為光球層壓倒性的明亮效果，所以無法看見色球層。
色球層的密度隨著與太陽中心的距離增加而降低，從每立方公分1017顆微粒呈指數下降，或從大約2×10−4 kg/m3到最外的邊界處為1.6×10−11 kg/m3。溫度從內側邊界6,000K到最低處大約是 3,800K，然後向外增加至外側與日冕過渡區交界處的溫度大約是35,000K。
圖1.呈現色球層的溫度和密度隨距離變化呈現的趨勢。
除了太陽，人類也觀察過其它恆星的色球層。

## 色球層和光球層的比較
雖然光球有吸收譜線，但是色球的譜線主要是發射譜線。特別是，最強的譜線是波長為656.3nm的 Hα線；這是氫原子的電子從n=3躍遷至n=2的能階所釋放的譜線。波長656.3nm的譜線在光譜中是紅色的部分，這導致色球層的特徵是紅色。
經由分析色球層的光譜，可以發現太陽大氣層的溫度隨色球層這一層的溫度隨著高度的增加而增加。在光球頂端的溫度只有大約4,400K，而在色球層頂端，通常高約2,000公里，溫度已經達到25,000K。因而，我們發現這與光球的溫度隨高度增加而下降是相反的。我們還不清楚是甚麼現象導致色球層的溫度會與太陽的內部產生矛盾。然而，它似乎或多或少的可以利用磁重聯來解釋。

## 特徵
在色球層可以觀察到許多有趣的現象，它們有著非常複雜的動態： 
- 絲狀體（Filaments）：在其後有許多的日冕物質拋射，因此對太空天氣的預測非常重要。在太陽邊緣突出的絲狀體就是日珥。日珥從光球升起穿過色球，有時高度可以達到150,000公里。這些巨大的羽狀煙雲是除了不太頻繁的閃焰之外，最壯觀的太陽現象。
- 最常見的特徵是針狀體（Spicule），從下面的光球向上生長出來。細長手指狀的發光氣體看起來像巨大且燃燒的牧草。針狀體上升到色球層的頂端，然後再迴轉下降，過程大約是10分鐘。相似的，水平的小股氣體稱為「小纖維」，它們的長度至少是針狀體的兩倍。
- 典型的色球影像會呈現線狀的明亮單元，通常稱為網格（network），環繞在周圍的黑暗區域則稱為網間（internetwork）。它們看起來類似光球上通常觀察到熱對流的米粒組織。
- 自從SOHO衛星上的儀器，SUMER，首先觀察到頻率在300萬至3,000萬，週期為3分鐘的震盪之後[7]，電漿膨脹速度的徑向分力振盪就是高色球層的典型。現在我們知道由TRACE在太陽大氣層中檢測到的光球米粒組織模式的振盪通常不會超過2,000萬赫茲的高頻波（10,000萬赫茲或10秒的週期）[8]。
- 冷迴圈可以在太陽盤面的周圍觀測到。它們與日珥有所不同，因為它們看起來像是同心拱門，最高溫度不會超過100萬K（比日冕特徵的溫度低）。這些冷迴圈有強烈的空間變異性：在不到一小時的時間內，它們的紫外線會迅速的出現和消失，或是在10-20分鐘內迅速的膨脹。Foukal [9]在1976年在天空實驗室以極紫外光譜儀詳細研究研究過這些冷迴圈。另一方面，當這些冷迴圈的電漿溫度達到日冕的溫度（超過100萬K），這些特徵會更為穩定和發展更長的時間。參見太陽色球的閃光光譜 （1970年3月7日日食）。

## 外部連結
- Animated explanation of the Chromosphere (and Transition Region)  （页面存档备份，存于） (University of South Wales).
- Animated explanation of the temperature of the Chromosphere (and Transition Region)[永久] (University of South Wales).